# Хегемон Тасоски
Хегемон Тасоски (грч. Ἡγήμων ό Θάσιος) био је грчки писац Старе комедије.

## Биографија
О њему се једва нешто зна, осим да је био веома стваралачки активан током Пелопонеског рата. Према Аристотелу ( Поетика, II. 5) он је био изумитељ једне врсте пародије; незнатно мењајући формулацију у познатим песмама претварао је узвишено у смешно. Када је вест о катастрофалном поразу Сицилијанске експедиције стигла у Атину, изводила се његова пародија на Гиганте: прича се да је публика овим делом била веома забављена.
Био је и аутор комедије под називом Philinne (Филине), писане у маниру Еуполиса и Кратина, у којој је напао једну тада познату куртизану.
Атенеј (стр. 698), који је сачувао неке његове пародијске хексаметре, износи друге анегдоте у вези са Хегемоном (стр. 5, 108, 407).
У Аристотеловој Поетици Аристотел каже: „Хомер, на пример, чини људе бољим него што јесу; Клеофона какви јесу; Хегемон, изумитеља пародија, и Никохар, аутора Дилијаде, горим него што јесу.